# Плавання на Чемпіонаті світу з водних видів спорту 2017
Змагання з плавання на Чемпіонаті світу з водних видів спорту 2017 тривали від 23 до 30 липня в Будапешті (Угорщина).

## Розклад змагань
Загалом відбулися змагання в 42 дисциплінах.
Для всіх змагань вказано місцевий час (UTC+2).
| З | Попередні запливи | ½ | Півфінали | Ф | Фінал |

| Дата →                               | Нед 23 | Нед 23 | Пон 24 | Пон 24 | Вів 25 | Вів 25 | Сер 26 | Сер 26 | Чет 27 | Чет 27 | П'ят 28 | П'ят 28 | Суб 29 | Суб 29 | Нед 30 | Нед 30 |
| Дисципліна ↓                         | Р      | В      | Р      | В      | Р      | В      | Р      | В      | Р      | В      | Р       | В       | Р      | В      | Р      | В      |
| ------------------------------------ | ------ | ------ | ------ | ------ | ------ | ------ | ------ | ------ | ------ | ------ | ------- | ------- | ------ | ------ | ------ | ------ |
| 50 м вільним стилем                  |        |        |        |        |        |        |        |        |        |        | З       | ½       |        | Ф      |        |        |
| 100 м вільним стилем                 |        |        |        |        |        |        | З      | ½      |        | Ф      |         |         |        |        |        |        |
| 200 м вільним стилем                 |        |        | З      | ½      |        | Ф      |        |        |        |        |         |         |        |        |        |        |
| 400 м вільним стилем                 | З      | Ф      |        |        |        |        |        |        |        |        |         |         |        |        |        |        |
| 800 м вільним стилем                 |        |        |        |        | З      |        |        | Ф      |        |        |         |         |        |        |        |        |
| 1500 м вільним стилем                |        |        |        |        |        |        |        |        |        |        |         |         | З      |        |        | Ф      |
| 50 м на спині                        |        |        |        |        |        |        |        |        |        |        |         |         | З      | ½      |        | Ф      |
| 100 м на спині                       |        |        | З      | ½      |        | Ф      |        |        |        |        |         |         |        |        |        |        |
| 200 м на спині                       |        |        |        |        |        |        |        |        | З      | ½      |         | Ф       |        |        |        |        |
| 50 м брасом                          |        |        |        |        | З      | ½      |        | Ф      |        |        |         |         |        |        |        |        |
| 100 м брасом                         | З      | ½      |        | Ф      |        |        |        |        |        |        |         |         |        |        |        |        |
| 200 м брасом                         |        |        |        |        |        |        |        |        | З      | ½      |         | Ф       |        |        |        |        |
| 50 м батерфляєм                      | З      | ½      |        | Ф      |        |        |        |        |        |        |         |         |        |        |        |        |
| 100 м батерфляєм                     |        |        |        |        |        |        |        |        |        |        | З       | ½       |        | Ф      |        |        |
| 200 м батерфляєм                     |        |        |        |        | З      | ½      |        | Ф      |        |        |         |         |        |        |        |        |
| 200 м комплексом                     |        |        |        |        |        |        | З      | ½      |        | Ф      |         |         |        |        |        |        |
| 400 м комплексом                     |        |        |        |        |        |        |        |        |        |        |         |         |        |        | З      | Ф      |
| естафета 4x100 метрів вільним стилем | З      | Ф      |        |        |        |        |        |        |        |        |         |         |        |        |        |        |
| естафета 4x200 метрів вільним стилем |        |        |        |        |        |        |        |        |        |        | З       | Ф       |        |        |        |        |
| естафета 4x100 метрів комплексом     |        |        |        |        |        |        |        |        |        |        |         |         |        |        | З      | Ф      |

| Дата →                               | Нед 23 | Нед 23 | Пон 24 | Пон 24 | Вів 25 | Вів 25 | Сер 26 | Сер 26 | Чет 27 | Чет 27 | П'ят 28 | П'ят 28 | Суб 29 | Суб 29 | Нед 30 | Нед 30 |
| Дисципліна ↓                         | Р      | В      | Р      | В      | Р      | В      | Р      | В      | Р      | В      | Р       | В       | Р      | В      | Р      | В      |
| ------------------------------------ | ------ | ------ | ------ | ------ | ------ | ------ | ------ | ------ | ------ | ------ | ------- | ------- | ------ | ------ | ------ | ------ |
| 50 м вільним стилем                  |        |        |        |        |        |        |        |        |        |        |         |         | З      | ½      |        | Ф      |
| 100 м вільним стилем                 |        |        |        |        |        |        |        |        | H      | ½      |         | Ф       |        |        |        |        |
| 200 м вільним стилем                 |        |        |        |        | З      | ½      |        | Ф      |        |        |         |         |        |        |        |        |
| 400 м вільним стилем                 | З      | Ф      |        |        |        |        |        |        |        |        |         |         |        |        |        |        |
| 800 м вільним стилем                 |        |        |        |        |        |        |        |        |        |        | З       |         |        | Ф      |        |        |
| 1500 м вільним стилем                |        |        | З      |        |        | Ф      |        |        |        |        |         |         |        |        |        |        |
| 50 м на спині                        |        |        |        |        |        |        | З      | ½      |        | Ф      |         |         |        |        |        |        |
| 100 м на спині                       |        |        | З      | ½      |        | Ф      |        |        |        |        |         |         |        |        |        |        |
| 200 м на спині                       |        |        |        |        |        |        |        |        |        |        | З       | ½       |        | Ф      |        |        |
| 50 м брасом                          |        |        |        |        |        |        |        |        |        |        |         |         | З      | ½      |        | Ф      |
| 100 м брасом                         |        |        | З      | ½      |        | Ф      |        |        |        |        |         |         |        |        |        |        |
| 200 м брасом                         |        |        |        |        |        |        |        |        | З      | ½      |         | Ф       |        |        |        |        |
| 50 м батерфляєм                      |        |        |        |        |        |        |        |        |        |        | З       | ½       |        | Ф      |        |        |
| 100 м батерфляєм                     | З      | ½      |        | Ф      |        |        |        |        |        |        |         |         |        |        |        |        |
| 200 м батерфляєм                     |        |        |        |        |        |        | З      | ½      |        | Ф      |         |         |        |        |        |        |
| 200 м комплексом                     | З      | ½      |        | Ф      |        |        |        |        |        |        |         |         |        |        |        |        |
| 400 м комплексом                     |        |        |        |        |        |        |        |        |        |        |         |         |        |        | З      | Ф      |
| естафета 4x100 метрів вільним стилем | З      | Ф      |        |        |        |        |        |        |        |        |         |         |        |        |        |        |
| естафета 4x200 метрів вільним стилем |        |        |        |        |        |        |        |        | З      | Ф      |         |         |        |        |        |        |
| естафета 4x100 метрів комплексом     |        |        |        |        |        |        |        |        |        |        |         |         |        |        | З      | Ф      |

| Дата →                               | Нед 23 | Нед 23 | Пон 24 | Пон 24 | Вів 25 | Вів 25 | Сер 26 | Сер 26 | Чет 27 | Чет 27 | П'ят 28 | П'ят 28 | Суб 29 | Суб 29 | Нед 30 | Нед 30 |
| Дисципліна ↓                         | Р      | В      | Р      | В      | Р      | В      | Р      | В      | Р      | В      | Р       | В       | Р      | В      | Р      | В      |
| ------------------------------------ | ------ | ------ | ------ | ------ | ------ | ------ | ------ | ------ | ------ | ------ | ------- | ------- | ------ | ------ | ------ | ------ |
| естафета 4x100 метрів вільним стилем |        |        |        |        |        |        |        |        |        |        |         |         | З      | Ф      |        |        |
| естафета 4x100 метрів комплексом     |        |        |        |        |        |        | З      | Ф      |        |        |         |         |        |        |        |        |

## Медалі

### Таблиця медалей
*   Країна-господарка
| Місце   | Країна          | Золото | Срібло | Бронза | Загалом |
| ------- | --------------- | ------ | ------ | ------ | ------- |
| 1       | США             | 18     | 10     | 10     | 38      |
| 2       | Велика Британія | 4      | 1      | 2      | 7       |
| 3       | Китай           | 3      | 3      | 4      | 10      |
| 3       | Росія           | 3      | 3      | 4      | 10      |
| 5       | Швеція          | 3      | 1      | 0      | 4       |
| 6       | Італія          | 3      | 0      | 3      | 6       |
| 7       | Угорщина*       | 2      | 4      | 2      | 8       |
| 8       | Австралія       | 1      | 5      | 4      | 10      |
| 9       | Бразилія        | 1      | 4      | 0      | 5       |
| 10      | Іспанія         | 1      | 2      | 0      | 3       |
| 11      | Канада          | 1      | 0      | 3      | 4       |
| 12      | Франція         | 1      | 0      | 1      | 2       |
| 12      | ПАР             | 1      | 0      | 1      | 2       |
| 14      | Японія          | 0      | 4      | 3      | 7       |
| 15      | Нідерланди      | 0      | 3      | 1      | 4       |
| 16      | Україна         | 0      | 1      | 1      | 2       |
| 17      | Німеччина       | 0      | 1      | 0      | 1       |
| 17      | Польща          | 0      | 1      | 0      | 1       |
| 19      | Білорусь        | 0      | 0      | 1      | 1       |
| 19      | Данія           | 0      | 0      | 1      | 1       |
| 19      | Єгипет          | 0      | 0      | 1      | 1       |
| 19      | Сінгапур        | 0      | 0      | 1      | 1       |
| Загалом | Загалом         | 42     | 43     | 43     | 128     |

### Чоловіки
| Дисципліна                      | Золото | Золото         | Срібло | Срібло       | Бронза | Бронза     |
| ------------------------------- | --- | -------------- | --- | ------------ | --- | ---------- |
| 50 м вільним стилем             | Кайлеб Дрессел · США | 21.15 NR       | Бруно Фратус · Бразилія | 21.27        | Бенджамін Прауд · Велика Британія | 21.43      |
| 100 м вільним стилем            | Кайлеб Дрессел · США | 47.17 NR       | Натан Едрієн · США | 47.87        | Мехді Метелла · Франція | 47.89      |
| 200 м вільним стилем            | Сунь Ян · Китай | 1:44.39 AS     | Тавнлі Гаас · США | 1:45.04      | Олександр Красних · Росія | 1:45.23    |
| 400 м вільним стилем            | Сунь Ян · Китай | 3:41.38        | Мак Гортон · Австралія | 3:43.85      | Габріеле Детті · Італія | 3:43.93    |
| 800 м вільним стилем            | Габріеле Детті · Італія | 7:40.77 ER     | Войцех Войдак · Польща | 7:41.73 NR   | Грегоріо Палтріньєрі · Італія | 7:42.44    |
| 1500 м вільним стилем           | Грегоріо Палтріньєрі · Італія | 14:35.85       | Михайло Романчук · Україна | 14:37.14     | Мак Гортон · Австралія | 14:47.70   |
|                                 | |                | |              | |            |
| 50 м на спині                   | Каміль Лакур · Франція | 24.35          | Дзюнія Коґа · Японія | 24.51        | Метт Греверс · США | 24.56      |
| 100 м на спині                  | Сюй Цзяюй · Китай | 52.44          | Метт Греверс · США | 52.48        | Раян Мерфі · США | 52.59      |
| 200 м на спині                  | Євген Рилов · Росія | 1:53.61 ER     | Раян Мерфі (плавець) · США | 1:54.21      | Якоб Пеблі · США | 1:55.06    |
|                                 | |                | |              | |            |
| 50 м брасом                     | Адам Піті · Велика Британія | 25.99          | Жоан Гомес Жуніор · Бразилія | 26.52 AM     | Камерон ван дер Бург · ПАР | 26.60      |
| 100 м брасом                    | Адам Піті · Велика Британія | 57.47 CR       | Кевін Кордес · США | 58.79        | Кирило Пригода · Росія | 59.05      |
| 200 м брасом                    | Антон Чупков · Росія | 2:06.96 CR, ER | Ясухіро Косекі · Японія | 2:07.29      | Іппей Ватанабе · Японія | 2:07.47    |
|                                 | |                | |              | |            |
| 50 м батерфляєм                 | Бенджамін Прауд · Велика Британія | 22.75          | Ніколас Сантуш · Бразилія | 22.79        | Андрій Говоров · Україна | 22.84      |
| 100 м батерфляєм                | Кайлеб Дрессел · США | 49.86          | Кріштоф Мілак · Угорщина | 50.62 WJ, NR | Джозеф Скулінг · СінгапурДжеймс Гай · Велика Британія | 50.83      |
| 200 м батерфляєм                | Чад ле Клос · ПАР | 1:53.33        | Ласло Чех · Угорщина | 1:53.72      | Дайя Сето · Японія | 1:54.21    |
|                                 | |                | |              | |            |
| 200 м комплексом                | Чейз Каліш · США | 1:55.56        | Косуке Хаґіно · Японія | 1:56.01      | Ван Шунь · Китай | 1:56.28    |
| 400 м комплексом                | Чейз Каліш · США | 4:05.90 CR     | Веррасто ДавидДавид Веррасто · Угорщина | 4:08.38      | Дайя Сето · Японія | 4:09.14    |
|                                 | |                | |              | |            |
| естафета 4×100 м вільним стилем | США · Кайлеб Дрессел (47.26) · Тавнлі Гаас (47.46) · Блейк П'єроні (48.09) · Натан Едрієн (47.25) · Зак Еппл[a] · Майкл Чедвік[a]                                    | 3:10.06        | Бразилія · Габріель Сантос (48.30) · Марсело Черігіні (46.85) · Сезар Сьєло (48.01) · Бруно Фратус (47.18)                                              | 3:10.34      | Угорщина · Домінік Козма (48.26) · Нандор Немет (48.04) · Пийтер Голода (48.48) · Річард Бохуш (47.21)                                                                                       | 3:11.99    |
| естафета 4×200 м вільним стилем | Велика Британія · Стівен Мілн (1:47.25) · Ніколас Грейнджер (1:46.05) · Данкан Скотт (1:44.60) · Джеймс Гай (1:43.80) · Келум Джарвіс[a]                             | 7:01.70 NR     | Росія · Михайло Довгалюк (1:46.00) · Вековищев Михайло Дмитрович (1:45.91) · Данило Ізотов (1:45.97) · Олександр Красних (1:44.80) · Микита Лобінцев[a] | 7:02.68      | США · Блейк Пєроні (1:46.33) · Тавнлі Гаас (1:44.58) · Джек Конгер (1:45.37) · Зейн Грот (1:46.90) · Конор Дваєр[a] · Кларк Сміт[a] · Джей Літерланд[a]                                      | 7:03.18    |
| естафета 4×100 м комплексом     | США · Метт Греверс (52.26) · Кевін Кордес (58.89) · Кайлеб Дрессел (49.76) · Натан Едрієн (47.00) · Раян Мерфі[a] · Коді Міллер[a] · Тім Філліпс[a] · Тавнлі Гаас[a] | 3:27.91        | Велика Британія · Кріс Вокер-Гебборн (54.20) · Адам Піті (56.91) · Джеймс Ґай (50.80) · Данкан Скотт (47.04) · Росс Мердок[a]                           | 3:28.95 NR   | Росія · Євген Рилов (52.89) · Кирило Пригода (59.02) · Олександр Попков (51.16) · Володимир Морозов (46.69) · Григорій Тарасевич[a] · Антон Чупков[a] · Данило Пахомов[a] · Данило Ізотов[a] | 3:29.76 NR |

a  Плавці, які взяли участь лише в попередніх запливах і отримали медалі.

### Жінки
| Дисципліна                      | Золото | Золото     | Срібло | Срібло      | Бронза | Бронза   |
| ------------------------------- | --- | ---------- | --- | ----------- | --- | -------- |
| 50 м вільним стилем             | Сара Шестрем · Швеція | 23.69      | Раномі Кромовідьойо · Нідерланди | 23.85 NR    | Сімоне Мануель · США | 23.97 AM |
| 100 м вільним стилем            | Сімоне Мануель · США | 52.27 AM   | Сара Шестрем · Швеція | 52.31       | Пернілла Блуме · Данія | 52.69    |
| 200 м вільним стилем            | Федеріка Пеллегріні · Італія | 1:54.73    | Кейті Ледекі · США Емма Маккеон · Австралія | 1:55.18     | Не вручали |          |
| 400 м вільним стилем            | Кейті Ледекі · США | 3:58.34 CR | Леа Сміт · США | 4:01.54     | Лі Бінцзє · Китай | 4:03.25  |
| 800 м вільним стилем            | Кейті Ледекі · США | 8:12.68    | Лі Бінцзє · Китай | 8:15.46 AS  | Леа Сміт · США | 8:17.22  |
| 1500 м вільним стилем           | Кейті Ледекі · США | 15:31.82   | Мірея Бельмонте · Іспанія | 15:50.89 NR | Сімона Квадарелла · Італія | 15:53.86 |
|                                 | |            | |             | |          |
| 50 м на спині                   | Етьєн Медейрос · Бразилія | 27.14 AM   | Фу Юаньхуей · Китай | 27.15       | Олександра Герасименя · Білорусь | 27.23 ER |
| 100 м на спині                  | Кайлі Масс · Канада | 58.10 WR   | Кетлін Бейкер · США | 58.58       | Емілі Сібом · Австралія | 58.59    |
| 200 м на спині                  | Емілі Сібом · Австралія | 2:05.68 OC | Катінка Хоссу · Угорщина | 2:05.85 NR  | Кетлін Бейкер · США | 2:06.48  |
|                                 | |            | |             | |          |
| 50 м брасом                     | Ліллі Кінг · США | 29.40 WR   | Юлія Єфімова · Росія | 29.57       | Кеті Мейлі · США | 29.99    |
| 100 м брасом                    | Ліллі Кінг · США | 1:04.13 WR | Кеті Мейлі · США | 1:05.03     | Юлія Єфімова · Росія | 1:05.05  |
| 200 м брасом                    | Єфімова Юлія Андріївна · Росія | 2:19.64    | Бетані Галат · США | 2:21.77     | Ши Цзінлінь · Китай | 2:21.93  |
|                                 | |            | |             | |          |
| 50 м батерфляєм                 | Сара Шестрем · Швеція | 24.60 CR   | Раномі Кромовідьойо · Нідерланди | 25.38       | Фаріда Осман · Єгипет | 25.39 AF |
| 100 м батерфляєм                | Сара Шестрем · Швеція | 55.53 CR   | Емма Маккеон · Австралія | 56.18       | Келсі Воррелл · США | 56.37    |
| 200 м батерфляєм                | Мірея Бельмонте · Іспанія | 2:05.26    | Франциска Хентке · Німеччина | 2:05.39     | Катінка Хоссу · Угорщина | 2:06.02  |
|                                 | |            | |             | |          |
| 200 м комплексом                | Катінка Хоссу · Угорщина | 2:07.00    | Юї Охасі · Японія | 2:07.91     | Мадісін Кокс США | 2:09.71  |
| 400 м комплексом                | Катінка Хоссу · Угорщина | 4:29.33 CR | Мірея Бельмонте · Іспанія | 4:32.17     | Сідні Пікрем · Канада | 4:32.88  |
|                                 | |            | |             | |          |
| естафета 4×100 м вільним стилем | США · Меллорі Комерфорд (52.59) · Келсі Воррелл (53.16) · Кейті Ледекі (53.83) · Сімоне Мануель (52.14) · Ліа Ніл[b] · Олівія Смоліга[b]                                        | 3:31.72    | Австралія · Шейна Джек (53.75) · Бронте Кемпбелл (52.14) · Бріттані Елмслі (53.83) · Емма Маккеон (52.29) · Емілі Сібом[b] · Медісон Вілсон[b] | 3:32.01     | Нідерланди · Кім Буш (54.05) · Фемке Гемскерк (52.84) · Мод ван дер Мер (53.77) · Раномі Кромовідьойо (51.98)                                                                              | 3:32.64  |
| естафета 4×200 м вільним стилем | США · Леа Сміт (1:55.97) · Меллорі Комерфорд (1:56.92) · Мелані Маргаліс (1:56.48) · Кейті Ледекі (1:54.02) · Сьєрра Рунге[b] · Галі Флікінгер[b] · Мадісін Кокс[b]             | 7:43.39    | Китай · Ай Яньхань (1:56.62) · Лю Цзисюань (1:56.34) · Чжан Юйхань (1:56.54) · Лі Бінцзє (1:55.46) · Ван Цзінчжо[b] · Шень Дуо[b]              | 7:44.96     | Австралія · Медісон Вілсон (1:57.33) · Емма Маккеон (1:56.26) · Котуку Нгаваті (1:58.31) · Аріарн Тітмус (1:56.61) · Шейна Джек[b] · Ліа Ніл[b]                                            | 7:48.51  |
| 4×100 m medley relay            | США · Кетлін Бейкер (58.54) · Ліллі Кінг (1:04.48) · Келсі Воррелл (56.30) · Сімоне Мануель (52.23) · Олівія Смоліга[b] · Кеті Мейлі[b] · Сара Гібсон[b] · Меллорі Комерфорд[b] | 3:51.55 WR | Росія · Анастасія Фесикова (58.96) · Юлія Єфімова (1:04.03) · Світлана Чімрова (56.99) · Вероніка Попова (53.40) · Наталія Іванеєва[b]         | 3:53.38 ER  | Австралія · Емілі Сібом (58.53) · Тейлор Маккіоун (1:06.29) · Емма Маккеон (56.78) · Бронте Кемпбелл (52.69) · Голлі Барратт[b] · Джессіка Гансен[b] · Бріанна Тросселл[b] · Шейна Джек[b] | 3:54.29  |

b  Плавчині, які взяли участь у попередніх запливах і отримали медалі.

### Змішані
| Дисципліна                      | Золото | Золото     | Срібло | Срібло     | Бронза | Бронза  |
| ------------------------------- | --- | ---------- | --- | ---------- | --- | ------- |
| естафета 4×100 м вільним стилем | США · Кайлеб Дрессел (47.22) · Натан Едрієн (47.49) · Меллорі Комерфорд (52.71) · Сімоне Мануель (52.18) · Блейк Пєроні[c] · Тавнлі Гаас[c] · Ліа Ніл[c] · Келсі Воррелл[c]               | 3:19.60 WR | Нідерланди · Бен Схвітерс (49.12) · Кайл Стольк (47.80) · Фемке Гемскерк (52.33) · Раномі Кромовідьойо (52.56) · Мод ван дер Мер[c]                                           | 3:21.81 ER | Канада · Юрі Кісіл (48.51) · Хавєр Асеведо (48.68) · Шанталь ван Ландегем (53.25) · Пенні Олексяк (53.11) · Маркус Тормеєр[c] · Сандрін Менвіль[c] | 3:23.55 |
| естафета 4×100 м комплексом     | США · Метт Греверс (52.32) · Ліллі Кінг (1:04.15) · Кайлеб Дрессел (49.92) · Сімоне Мануель (52.17) · Раян Мерфі (плавець)[c] · Кевін Кордес[c] · Келсі Воррелл[c] · Меллорі Комерфорд[c] | 3:38.56 WR | Австралія · Мітч Ларкін (53.11) · Деніел Кейв (59.29) · Емма Маккеон (56.51) · Бронте Кемпбелл (52.30) · Кейлі Маккіон[c] · Метью Вілсон[c] · Грант Ірвайн[c] · Шейна Джек[c] | 3:41.21 OC | Канада NR · Кайлі Масс (58.22) · Річард Фанк (59.14) · Пенні Олексяк (56.18) · Юрі Кісіл (47.71) · Хавєр Асеведо[c] · Ребекка Сміт[c] · Шанталь ван Ландегхем[c] Китай AS · Сюй Цзяюй (52.37) · Ян Цзібей (58.98) · Чжан Юйфей (56.98) · Чжу Менхуей (47.71) · Лі Гуаньгуань[c] · Ши Цзінлінь[c] · Лі Чжухао[c] | 3:41.25 |

## Рекорди
Під час цих змагань встановлено такі світові рекорди і рекорди чемпіонатів світу.

### Світові рекорди
| Дата     | Дисципліна                                                  | Для дисципліни                    | Час     | Ім'я                                                                                              | Країна          |
| -------- | ----------------------------------------------------------- | --------------------------------- | ------- | ------------------------------------------------------------------------------------------------- | --------------- |
| 23 липня | Фінал естафети 4x100 метрів вільним стилем (жінки)          | 100 метрів вільним стилем (жінки) | 51.71   | Сара Шестрем                                                                                      | Швеція          |
| 25 липня | Попередні запливи 50 метрів брасом (чоловіки)               | (тієї самої)                      | 26.10   | Адам Піті                                                                                         | Велика Британія |
| 25 липня | Півфінал 50 метрів брасом (чоловіки)                        | (тієї самої)                      | 25.95   | Адам Піті                                                                                         | Велика Британія |
| 25 липня | Фінал 100 метрів на спині (жінки)                           | (тієї самої)                      | 58.10   | Кайлі Масс                                                                                        | Канада          |
| 25 липня | Фінал 100 метрів брасом (жінки)                             | (тієї самої)                      | 1:04.13 | Ліллі Кінг                                                                                        | США             |
| 26 липня | Попередні запливи змішаної естафети 4x100 метрів комплексом | (тієї самої)                      | 3:40.28 | Раян Мерфі (плавець) (52.34) Кевін Кордес (58.95) Келсі Воррелл (56.17) Меллорі Комерфорд (52.82) | США             |
| 26 липня | Фінал змішаної естафети 4x100 метрів комплексом             | (тієї самої)                      | 3:38.56 | Метт Греверс (52.32) Ліллі Кінг (1:04.15) Кайлеб Дрессел (49.92) Сімоне Мануель (52.17)           | США             |
| 29 липня | Півфінал 50 метрів вільним стилем (жінки)                   | (тієї самої)                      | 23.67   | Сара Шестрем                                                                                      | Швеція          |
| 29 липня | Фінал змішаної естафети 4x100 метрів вільним стилем         | (тієї самої)                      | 3:19.60 | Кайлеб Дрессел (47.22) Натан Едрієн (47.49) Меллорі Комерфорд (52.71) Сімоне Мануель (52.18)      | США             |

### Рекорди чемпіонатів світу
| Дата     | Дисципліна                                          | Для дисципліни | Час     | Ім'я         | Країна          |
| -------- | --------------------------------------------------- | -------------- | ------- | ------------ | --------------- |
| 23 липня | Попередні запливи 400 метрів вільним стилем (жінки) | (тієї самої)   | 3:59.06 | Кейті Ледекі | США             |
| 23 липня | Півфінал 100 метрів брасом (чоловіки)               | (тієї самої)   | 57.75   | Адам Піті    | Велика Британія |
| 23 липня | Фінал 400 метрів вільним стилем (жінки)             | (тієї самої)   | 3:58.34 | Кейті Ледекі | США             |
| 24 липня | Фінал 100 метрів брасом (чоловіки)                  | (тієї самої)   | 57.47   | Адам Піті    | Велика Британія |
| 24 липня | Фінал 100 метрів батерфляєм (жінки)                 | (тієї самої)   | 55.53   | Сара Шестрем | Швеція          |
| 27 липня | Півфінал 200 метрів брасом (чоловіки)               | (тієї самої)   | 2:07.14 | Антон Чупков | Росія           |
| 28 липня | Фінал 200 метрів брасом (чоловіки)                  | (тієї самої)   | 2:06.96 | Антон Чупков | Росія           |
| 29 липня | Фінал 50 метрів батерфляєм (жінки)                  | (тієї самої)   | 24:60   | Сара Шестрем | Швеція          |

### Рекорди приміщення
| Дата     | Дисципліна                                                      | Для дисципліни                    | Час                     | Ім'я                                                                                        | Країна                        |
| -------- | --------------------------------------------------------------- | --------------------------------- | ----------------------- | ------------------------------------------------------------------------------------------- | ----------------------------- |
| 23 липня | Фінал естафети 4x100 метрів вільним стилем (жінки)              | 100 метрів вільним стилем (жінки) | 52.59                   | Меллорі Комерфорд                                                                           | США                           |
| 23 липня | Фінал естафети 4x100 метрів вільним стилем (жінки)              | (тієї самої)                      | 3:31.72                 | Меллорі Комерфорд (52.59) Келсі Воррелл (53.16) Кейті Ледекі (53.83) Сімоне Мануель (52.14) | США                           |
| 24 липня | Фінал 100 метрів батерфляєм (жінки)                             | (тієї самої)                      | 56.18                   | Емма Маккеон                                                                                | Австралія                     |
| 24 липня | Півфінал 50 метрів батерфляєм (чоловіки)                        | (тієї самої)                      | 22.93                   | Джозеф Скулінг                                                                              | Сінгапур                      |
| 25 липня | Попередні запливи 50 метрів брасом (чоловіки)                   | (тієї самої)                      | 26.54 26.67 27.21       | Камерон ван дер Бург João Luiz Gomes Júnior Ясухіро Косекі ПАР Бразилія Японія              |                               |
| 25 липня | Фінал 200 метрів вільним стилем (чоловіки)                      | (тієї самої)                      | 1:44.39                 | Сунь Ян                                                                                     | КНР                           |
| 26 липня | Попередні запливи змішаної естафети 4x100 метрів комплексом     | (тієї самої)                      | 3.44.13 3:57.02         | -                                                                                           | Австралія ПАР                 |
| 26 липня | Півфінал 50 метрів на спині (жінки)                             | (тієї самої)                      | 27.18                   | Етьєн Медейрос                                                                              | Бразилія                      |
| 26 липня | Фінал 50 метрів брасом (чоловіки)                               | (тієї самої)                      | 26.52                   | Жоан Гомес Жуніор                                                                           | Бразилія                      |
| 26 липня | Фінал 800 метрів вільним стилем (чоловіки)                      | (тієї самої)                      | 7:40.77                 | Габріеле Детті                                                                              | Італія                        |
| 26 липня | Фінал змішаної естафети 4x100 метрів комплексом                 | (тієї самої)                      | 3:41.21 3:41.25 3:41.56 | -                                                                                           | Австралія КНР Велика Британія |
| 27 липня | Фінал 50 метрів на спині (жінки)                                | (тієї самої)                      | 27.14 27.23 27.37       | Етьєн Медейрос Олександра Герасименя Емілі Сібом Бразилія Білорусь Австралія                |                               |
| 27 липня | Півфінал 200 метрів брасом (чоловіки)                           | (тієї самої)                      | 2:07.14                 | Антон Чупков                                                                                | Росія                         |
| 27 липня | Півфінал 100 метрів вільним стилем (жінки)                      | (тієї самої)                      | 52.69                   | Сімоне Мануель                                                                              | США                           |
| 28 липня | Попередні запливи 50 метрів батерфляєм (жінки)                  | (тієї самої)                      | 25.74                   | Фаріда Осман                                                                                | Єгипет                        |
| 28 липня | Півфінал 200 метрів на спині (жінки)                            | (тієї самої)                      | 2.05.81                 | Емілі Сібом                                                                                 | Австралія                     |
| 28 липня | Фінал 200 метрів на спині (чоловіки)                            | (тієї самої)                      | 1:53.61                 | Євген Рилов                                                                                 | Росія                         |
| 28 липня | Фінал 200 метрів брасом (чоловіки)                              | (тієї самої)                      | 2:06.96                 | Антон Чупков                                                                                | Росія                         |
| 28 липня | Фінал 100 метрів вільним стилем (жінки)                         | (тієї самої)                      | 52.27                   | Сімоне Мануель                                                                              | США                           |
| 29 липня | Попередні запливи 50 метрів вільним стилем (жінки)              | (тієї самої)                      | 24.78                   | Фаріда Осман                                                                                | Єгипет                        |
| 29 липня | Попередні запливи змішаної естафети 4x100 метрів вільним стилем | (тієї самої)                      | 3:26.91 3:31.38         | -                                                                                           | Японія ПАР                    |
| 29 липня | Півфінал 50 метрів брасом (жінки)                               | (тієї самої)                      | 29:60                   | Ліллі Кінг                                                                                  | США                           |
| 29 липня | Півфінал 50 метрів вільним стилем (жінки)                       | (тієї самої)                      | 24.62                   | Фаріда Осман                                                                                | Єгипет                        |
| 29 липня | Фінал 50 метрів батерфляєм (жінки)                              | (тієї самої)                      | 25.39 25:48             | Фаріда Осман Келсі Воррелл Єгипет США                                                       |                               |
| 29 липня | Фінал 200 метрів на спині (жінки)                               | (тієї самої)                      | 2.05.68                 | Емілі Сібом                                                                                 | Австралія                     |
| 29 липня | Фінал 800 метрів вільним стилем (жінки)                         | (тієї самої)                      | 8:15.46                 | Лі Бінцзє                                                                                   | КНР                           |
| 29 липня | Фінал змішаної естафети 4x100 метрів вільним стилем             | (тієї самої)                      | 3:21.81 3:24.78         | -                                                                                           | Нідерланди Японія             |